# Kalanchoe lindmanii
Kalanchoe lindmanii är en fetbladsväxtart som beskrevs av R.-hamet. Kalanchoe lindmanii ingår i släktet Kalanchoe och familjen fetbladsväxter. Inga underarter finns listade i Catalogue of Life.